# 新店站 (呼和浩特市)
新店站（蒙古语：ᠰᠢᠨ ᠳ᠋ᠢᠶᠠᠨ）是呼和浩特地铁2号线的地铁车站，位于中华人民共和国内蒙古自治区呼和浩特市新城区万通路街道成吉思汗东街与东二环快速路交叉口东北侧地下，2020年10月1日開通运营。

## 车站结构
新店站位于成吉思汗东街与东二环快速路交叉口东北侧，呈东西向布置，长259.4米，标准段宽度19.7米，为地下一层岛式车站，车站出入口及站厅位于地面。
| 地面              | 出入口及站厅 | B-C出入口、客服中心、自动售票机、验票机                                                                       |
| 地下一层          | 站台层       | \| \| \| █ 2号线往阿尔山路（百合路） \| \| 島式 · 開左邊车门 \| \| \| \| \| \| █ 2号线往塔利东路（終點站） \| |
|                   |              | █ 2号线往阿尔山路（百合路）                                                                                   |
| 島式 · 開左邊车门 |              | |
|                   |              | █ 2号线往塔利东路（終點站）                                                                                   |

## 车站出口
新店站共设2个出口，各出口及周围设施如下所示：
| 出口编号            | 照片 | 地点                 | 可到达目的地             |
| ------------------- | ---- | -------------------- | ------------------------ |
| B · 出口 · （设有） |      | 成吉思汗东街（北侧） |                          |
| C · 出口 · （设有） |      | 成吉思汗东街（北侧） | 内蒙古自治区大学生创业园 |
| 图例： 设有         |      |                      |                          |

## 接驳交通

### 公交车
- 新店：110路

## 历史
- 2017年11月19日，车站主体结构封顶[3]。
- 2020年10月1日，本站随2号线通车一同开通[1]。